# Прештице
Прештице (чеш. Přeštice) град је у Чешкој Републици. Град се налази у управној јединици Плзењски крај, у оквиру којег припада округу Плзењ-југ.

## Становништво
Према подацима о броју становника из 2014. године град је имао 7.165 становника.